# 枚方市立田口山小学校
枚方市立田口山小学校（ひらかたしりつ たのくちやましょうがっこう）は、大阪府枚方市田口山三丁目にある公立小学校。
地域の宅地化により、周辺の4小学校の校区を再編する形で1975年に開校した。学校敷地は、弥生時代の遺跡・田口山遺跡の上に立てられている。校門近くには田口山遺跡の説明板があり、また遺跡保護のため運動場には盛土が施されている。
田口山については、学校周辺の地名は「たぐちやま」と読ませるが、学校名は「たのくちやま」と読ませる。もともとの地域名は「たのくちやま」だったが、1980年の枚方市条例により地名は「たぐちやま」と読ませるようになった。学校名に古い地名の読みが残った形になっている。

## 沿革
1975年4月1日に枚方市立菅原小学校、枚方市立招提小学校、枚方市立山田小学校、枚方市立交北小学校の4校の校区を再編し4校から校区内在住児童を転入させる形で、1024人の児童で開校した。
開校さらに児童数の増加がみられたため、1981年には枚方市立藤阪小学校、1984年には枚方市立西長尾小学校が当校から分離開校している。
- 1975年4月1日 - 枚方市立田口山小学校として現在地に開校。
- 1976年6月20日 - 校歌発表会。
- 1978年4月 - 留守家庭児童会完成。
- 1981年4月1日 - 枚方市立藤阪小学校を分離。
- 1984年4月 - 枚方市立西長尾小学校を分離。
- 2000年 - 校区を変更し、長尾谷町3丁目が藤阪小学校校区に変更され、一部児童が転出。

## 通学区域
- 枚方市 招提大谷3丁目（一部）、田口山1-3丁目、出屋敷元町1-2丁目、長尾谷町1丁目（一部除く）、長尾谷町2丁目、長尾谷町3丁目1番、山田池公園、山田池南町（一部）、山田池北町、山田池東町、田口5丁目2・4番。

卒業生は枚方市立長尾西中学校に進学する。

## 交通
- 京阪バス 長尾谷町バス停 西へ約300m。
- 片町線（学研都市線） 長尾駅 西へ約1.7km。